# ماما ميا! لنذهب مرة أخرى
ماما ميا! لنذهب مرة أخرى ويُعرف أيضا باسم ماما ميا!2 هو فيلم موسيقي رومانسي وكوميدي صدر سنة 2018 من إخراج وتأليف أور باركر ومن قصة باركر كاثرين جونسون جنبا إلى جنب مع ريتشارد كورتيس. يُعد هذا الفيلم بمثابة الجزء الثاني للفيلم الأول الذي صَدر عام 2008 تحت عنوان ماما ميا! والذي بدوره يقوم على المقطوعة الموسيقية التي تحمل نفس الاسم. شارك في بطولة هذا الفيلم كل من ليلي جيمز، أماندا سيفريد، كريستين بارانسكي، جولي والترز، بيرس بروسنان، كولين فيرث، ستيلان سكارسغارد، دومينيك كوبر، شير ثم ميريل ستريب. الفيلم الأول الذي صدر عام 2008 هو بمثابة بادئة في حين يُعد هذا الفيلم تتمة لأحداث الفيلم الأول ويتميز أيضا بروايته لذكريات الماضي وبالتحديد عام 1979 حيث يحكي قصة دونا شريدان التي قامت بالمستحيل للوصول إلى جزيرة كالوكايري من أجل الاجتماع بابنتها صوفي لكنها تتفاجئ عندما تعلم أن هناك ثلاث رجال يدعون أن صوفي هي ابنتهم.
بسبب النجاح المالي الذي حققه الفيلم الأول؛ حاولت شركة يونيفرسال بيكشرز صُنع جزء ثاني له حتى بعد مرور حوالي 10 سنوات. أُعلن عن عنوان الفيلم رسميا في مايو 2017 كما تم التعاقد مع المؤلفة باركر للإشراف على خلية الكتابة. بدأ التصوير في الفترة من آب/أغسطس إلى كانون الأول/ديسمبر 2017 في كرواتيا وكذلك في استوديوهات شيبرتون في سري بإنجلترا.
صدر الفيلم في المملكة المتحدة والولايات المتحدة في 20 تموز/يوليو 2018 أي بعد عشر سنوات بالتمام والكمال عن موعد صدور الفيلم الأصلي. تلقى الفيلم مراجعات مختلطة من النقاد لكن وصفة عامة فقد أثنى الكثير حول محتوى الفيلم والموسيقى التي تضمنها في حين تم انتقاد رومانسية الفيلم وحتى بعض الحوارات الكوميدية التي تضمنها.

## قصة الفيلم
بعد خمس سنوات من أحداث الفيلم الأول، تستعد صوفي لافتتاح الفندق الكبير باسم بيلا دونا بعدما وافت المنية والدتها دونا في السنة السابقة. صوفي متوترة ومنشغلة بالتحضيرات لكي لا تخيب امل والدتها، فضلا عن مواجهتها للكثير من المشاكل بسبب رغبة في الزواج من سكاي الذي يعيش في نيويورك.
قبل خمسة وعشرين عاما من هذه الأحداث؛ كانت دونا (والدة صوفي) شابة وقررت في يومٍ ما السفر حول أرجاء العالم. عندما وصلت باريس؛ قابلت هاري الذي طلب منها علاقة. سافرت في اليوم التالي على أحد القوارب لتتعرف هناك على بيل الذي اوصلها للجزيرة المنشودة في اليونان واخبرها انع سيعود بعد اسابيع، تواصلت مغامرات دونا عندما وصلت للجزيرة حين التقت بشاب آخر وهو سام أُعجب بها وأُعجبت به ليصبحا في علاقة ولكنها تكتشف ان لديه خطيبته لتنفصل عنه عندها يعود بيل فتحاول ان تنسى سام بدخولها في علاقة مع بيل لكنه يسافر أيضا لتبقى وحيدة في الجزيرة وتكتشف انها حامل.
في الوقت الحاضر؛ تُحاول صوفي افتتاح الفندق لكنها تواجه بعض المشاكل وتتلقى المساعدة من ابائها المحتملين سام بيل وهاري وتكتشف انها أيضا حامل في نفس المكان الذي أصبحت والدتها حاملا بها.

## طاقم التمثيل
| الممثل/ة         | الدور              | الشخصية                                                                                           |
| ---------------- | ------------------ | ------------------------------------------------------------------------------------------------- |
| أماندا سيفريد    | صوفي شيريدان       | شابة تبلغ من العمر 25 سنة، فاتنة وجذابة. تحاول افتتاح فندق في اليونان لتحقيق حلم والدتها المتوفاة |
| ميريل ستريب      | دونا شيريدان       | والدة صوفي توفت قبل عام من افتتاح الفندق.                                                         |
| دومينيك كوبر     | سكاي               | خطيب صوفي                                                                                         |
| كريستين بارانسكي | تانيا شيشام لي     | واحدة من صديقات دونا الغنيات. شخصيتها مرحة وما يُميزها أنها مطلقة ثلاث مرات.                       |
| جولي والترز      | روزي موليجان       | صديقة دونا هي الأخرى. غير متزوجة وتعشق المتعة.                                                    |
| بيرس بروسنان     | سام كارمايكل،      | والد صوفي. مهندس أيرلندي-أمريكي وزوج دونا حسب القانون.                                            |
| كولين فيرث       | هاري               | والد صوفي المحتمل. يعمل كمصرفي في بريطانيا                                                        |
| ستيلان سكارسغارد | بيل أندرسون        | والد صوفي المحتمل، وهو كاتب وبحار سويدي.                                                          |
| شير              | روبي شريدان        | جدة صوفي ووالدة دونا.                                                                             |
| أندي غارسيا      | فرناندو سيينفويغوس | مدير فندق بيلا دونا وحبيب روبي في الماضي                                                          |
| أوميد جليلي      |                    | موظف جمارك ذي أصول يونانية                                                                        |
| توغو ايغاوا      | تاتياما            |                                                                                                   |

## استقبال

### شباك التذاكر
اعتبارًا من 22 يوليو 2018، حقَّق فيلم ماما ميا! لنذهب مرة أخرى إجمالي إيرادات بلغت 34.4 مليون دولار في الولايات المتحدة وكندا بالإضافة إلى 42.4 مليون دولار في الدول الأخرى مما يعني 76.8 مليون دولار في كل دول العالم مقابل ميزانية إنتاج بلغت 75 مليون دولار.
في حزيران/يونيو 2018 وقبل ثلاثة أسابيع من صدور الفيلم رسميا جمع ما مقداره 27 - 33 مليون دولار،  ثم ارتفعت القيمة إلى 36 مليون دولار بعد أسبوع من صدروه في قاعات السينما فعليا. جمع الفيلم 14.3 مليون دولار في أول يوم له بما في ذلك مبلغ 3.4 مليون دولار في ليلة الخميس وحدها، كما جمع في وقت لاحق 34.4 مليون دولار ليحصد الفيلم بذلك المركز الثاني بعد فيلم المعادل 2 الذي جمع 35.8 مليون دولار.

### الآراء والانتقادات
حصل الفيلم على تقييم 79% على موقع روتن توميتوز بناءا على 161 ناقدا مع متوسط بلغ 6.2/10. أما موقع ميتاكريتيك فقد قيَّم الفيلم هو الآخر بدرجة متوسطة حيث منحه 60 درجة من أصل 100 على أساس 43 ناقدا مشيرا إلى «تقييمات مختلطة ومتوسطة».
وصف بيتر برادشو من جريدة الغارديان ذائعة الصيت الفيلم «بغريب ولا يقاوم» ثم أعطاه ثلاثة من أصل خمسة نجوم، كما وصف ردة فعله عندما شاهد الفيلم أول مرة فقال: «مزيج من خلايا النحل والطاعون الدبلي»، ثم خلص إلى القول: «لم أكن أعتقد أن الفيلم سيكون ممتعا بهذا الشكل». أمّا مارك كيرمود من ذا أوبزرفر فقد أعطى الفيلم خمس نجوم قائلا: «قصة الفيلم رائعة، فهي مزيد من التقلبات العاطفية التي تُشعرك بالسعادة ... تركتني [كناقد] أترنح في مكاني.» منح بيتر ترافرز من رولينغ ستون الفيلم نجمتين ونصف من أصل خمسة، مشيرا إلى أن الفيلم افتقد إلى بعض الأمور حيث قال: «شعرت بغياب بعض النقاط المهمة في الفيلم، كما شعرت بخلل في دور دونا شيريدان التي لم تكن تُجيدُ الرّقص بالرغم من أنّ الفيلم موسيقي!» في حين منحَ ليندسي من أسوشيتد برس الفيلم ثلاثة نجمات من أصل أربعة نجوم ووصفه بأنه «سخيف كليا» ولكنه يستهدف الوعي الذاتي، كما أشاد بأداء الممثليين وبما قدموه في مجال الغناء. أما ريتشارد روبر من شيكاغو صن تايمز فقد أعطى الفيلم اثنين من النجوم من أصل أربعة حيث انتقد ما تضمنه الفيلم من رقص كما انتقد بعض المقطوعات الموسيقية التي رأئ أنها مرت بسرعة.

## روابط خارجية
- ماما ميا! لنذهب مرة أخرى على موقع IMDb (الإنجليزية)
- ماما ميا! لنذهب مرة أخرى على موقع ميتاكريتيك (الإنجليزية)
- ماما ميا! لنذهب مرة أخرى على موقع روتن توميتوز (الإنجليزية)
- ماما ميا! لنذهب مرة أخرى على موقع ألو سيني (الفرنسية)
- ماما ميا! لنذهب مرة أخرى على موقع Turner Classic Movies (الإنجليزية)
- ماما ميا! لنذهب مرة أخرى على موقع أول موفي (الإنجليزية)
- ماما ميا! لنذهب مرة أخرى على موقع بوكس أوفيس موجو (الإنجليزية)
- ماما ميا! لنذهب مرة أخرى على موقع فيلمافينيتي (الإسبانية)
- ماما ميا! لنذهب مرة أخرى على موقع قاعدة بيانات الفيلم (الإنجليزية)
- ماما ميا! لنذهب مرة أخرى على موقع ليتربوكسد (الإنجليزية)